# Будинок Винер
Будинок Винер — будинок в місті Херсон, побудований на початку XX століття і в якому певний час проживав дехто на прізвище Петренко (ім'я і по батькові не встановлено).

## Історія будинку
Будинок Винер відноситься до архітектурного стилю романтичного модерну і побудований на початку XX століття. Фасад з неширокими ризалітами з фігурними фризами і надкарнізнимі завершеннями. Фриз, між ризалітами, прикрашений ліпним барельєфом з морськими мотивами: головою Нептуна з волоссям що розвивається, бородою у вигляді восьминога, морськими зірками і раковинами. Морська тематика стала особливо популярною в Херсоні після відкриття в 1902 році морського порту. У будинку жив дехто Петренко — власник вар'єте, розташованого поруч. Після 1917 року частина будівлі займав клуб водників. З 1944 року тут розташувався Обласний суд, пізніше — Комсомольський і Дніпровський народні суди. В даний час в будівлі знаходиться Дніпровський районний суд і Управління юстиції в Херсонській області (вул. Віктора Гошкевича, 11-а).